# 吴惟善
吴惟善（?—?），樊川回回人，丁鹤年表兄，元朝诗人，作为元末士大夫遗民。

## 作品
《丁鹤年集》后附其诗五首。吴惟善的诗有章法，善联想。如《寄武昌诸友》、《小游仙》。

《寄武昌诸友》：
黄鹄山前汉水濆，一时英俊总能文。
金钗佐酒年俱少，银烛钞书夜每分。
雁杳鱼沉劳远思，狼贪羊狠绝前闻。
兵戈故国知谁在，目断西南日暮云。

《小游仙》之二：
河汉无声海月寒，长鲸吸浪洞庭干。
一声铁笛风云动，人在危楼第九栏。